# لانهاية

علامة اللانهاية بأشكال متعددة

كلمة لانهاية (بالإنجليزية: infinity)‏ تدل على «ما لا حدود له» أو «اللامنتهي» أو «غير المحدود» تستخدم بعدة مفاهيم مختلفة لكن يجمع بينها جميعًا فكرة واحدة هي «عدم وجود نهاية». من هذا المنطلق فهي ترتبط بالفلسفة والرياضيات والإلهيات والحياة اليومية أيضًا.
وأوّل من استعمل الرمز المعروف الآن (∞) لهذا التعبير، كان جون واليس سنة 1655 في مؤلَّفيه: الأوّل De Sectionibus Conicis وبعدها في Arithmetica Infinitorum.
في الثقافة الشعبية، اللانهاية عادة هي شيء يمكن تشبيهه «بأكبر عدد ممكن» أو أبعد مسافة ممكنة، ففي ذهن الكثير يبقى التساؤل: ما هو بعد اللانهاية، لكن الكثير أصبح يعتبر سؤال ما بعد اللانهاية أمرًا سخيفًا لأن اللانهاية تمثل رمز لما لا يمكن تخيل ما هو أكبر منه.
في الرياضيات، اللانهاية تستخدم كمفهوم يعبر به عن كمية غير محدود، ويُرمز لها بالحرف (∞). وهو كيان مختلف عن أي كيان عددي آخر في خاصياته وسلوكه.

## تاريخ
كانت لدى القدماء العديد من المفاهيم حول طبيعة اللانهاية، إذ لم يكن قدماء الهنود، والإغريق قادرين على التعبير عنها في صورة رياضياتية أكثر منها فلسفية.
تأتي الدلائل التاريخية للانهاية ربما في (زينون من إيليا) وتعود في قدمها إلى القرن الرابع قبل الميلاد، أي فلسفة ما قبل سقراط. بالمقابل، فإن الهلنستيين فضلوا تمييز اللانهاية الكامنة من اللانهاية الحقيقية. على سبيل المثال، وبدلًا من القول بوجود عدد لا نهائي من الأعداد الأولية، فضل إقليدس الاستعاضة عن ذلك بقوله أن هناك أعداد أولية أكثر من تلك المحتواة في أي مجموعة من الأعداد الأولية. كما أن دراسات حديثة أشارت إلى أن أرشيمدس كانت له حدسية بشأن الكميات اللانهائية الفعلية.
كذلك جاء في مخطوطة هندية قديمة أنه «إذا عزلنا جزء من لا نهاية أو أضفنا جزء إلى لا نهاية، فإن ما يتبقى يظل لا نهائيًا». صنف علماء الرياضيات الهنود في القرن الرابع قبل الميلاد - صنفوا الأعداد إلى ثلاث فئات: معدودة، غير معدودة، ولا نهائية.

## خواص اللانهاية
فيما يلي بعضا من خواص اللانهاية:
- إذا كان a وb عددين حقيقيين وa موجب فإن النهاية من اليمين هي:

{\displaystyle \lim _{b\to 0^{+}}{a \over b}=+\infty }
في حين أن النهاية من اليسار هي:
{\displaystyle \lim _{b\to 0^{-}}{a \over b}=-\infty }

### كميات لا نهائية
- حاصل جمع لا نهايتين موجبتين أو أكثر يساوي لا نهاية موجبة: ∞ + ∞ = ∞
- حاصل جمع لا نهايتين سالبتين أو أكثر يساوي لا نهاية سالبة: -∞ + -∞ = -∞
- حاصل ضرب لا نهايتين موجبتين أو أكثر يساوي لا نهاية موجبة: ∞ × ∞ = ∞
- حاصل ضرب لانهاية موجبة في لانهاية سالبة يساوي لا نهاية سالبة: -∞ × ∞ = -∞
- حاصل ضرب لانهاية سالبة في لانهاية سالبة يساوي لا نهاية موجبة: -∞ × -∞ = ∞
- حاصل ضرب لانهاية وعدد لا صفري يساوي لا نهاية: ∞ × أ = ∞
- حاصل قسمة لانهاية على عدد لا صفري يساوي لا نهاية: ∞ ÷ أ = ∞
- حاصل قسمة عدد حقيقي على لانهاية يساوي صفر (في حساب النهايات فقط): أ ÷ ∞ = 0

### كميات غير معينه
- الفرق بين لا نهايتين موجبتين هو كمية غير معرفة: ∞ - ∞ = عدم تعيين
- حاصل مزايدة لانهاية سالبة + لا نهاية هو كمية غير معرفة: ∞- + ∞ = عدم تعيين[5]
- حاصل ضرب لانهاية × صفر هو كمية غير معرفة: 0 × ∞ = عدم تعيين
- حاصل ضرب لانهاية سالبة × صفر هو كمية غير معرفة: 0 × -∞ = عدم تعيين[5]
- حاصل قسمة لانهاية \ صفر هي كمية غير معرفة: ∞ ÷ 0 = عدم تعيين
- حاصل قسمة لا نهايتين هو كمية غير معرفة: ∞ ÷ ∞ = عدم تعيين
- مالا نهاية مرفوعة للأس صفر كمية غير معرفة: ∞0 = عدم تعيين
- 1 مرفوع إلى ما لا نهاية هو كمية غير معرفة: 1∞ = عدم تعيين
- حاصل قسمة عدد حقيقي على لانهاية (في غير حساب النهايات) = عدم تعيين

## استخدامات
الرمز أو الحرف المعبر عن لانهاية، يستخدم خصوصًا في:
- حساب التفاضل والتكامل
- حساب النهايات
- أعداد أليف
- الصفوف في نظرية المجموعات
- مجموعة نهاية-ديديكايند Dedekind-infinite set
- الأعداد الترتيبية الكبيرة Large Cardinal
- مفارقة راسل
- الأعداد الحقيقية الفائقة
- الهندسة الإسقاطية
- الأعداد الحقيقية الممددة Extended Real Number
- اللانهاية المطلقة Absolute Infinite

في الفلسفة، اللانهاية يمكن أن تنسب لأي فضاء أو مكان أو زمان كما في التضاد الأول لكانت. عمومًا تحاول الفلسفة والإلهيات أن تستكشف اللانهاية ضمن نقاشها للأعظم والمطلق، والله وأيضًا مفارقات زينون، ففي الفلسفة الإغريقية، يعتبر أناكسيماندر اللامحدود هو أصل كل شيء.